# Technique de la multiplication dans l'Égypte antique
La technique de multiplication dans l'Égypte antique reposait sur la décomposition d'un des nombres (généralement le plus petit) en une somme et la création d'une table de puissance pour l'autre nombre. Très souvent, cette décomposition s'effectuait suivant les puissances de deux. Mais celle-ci pouvait varier en fonction de la complexité de l'opération. Le plus petit nombre pouvait ainsi être décomposé alternativement suivant les puissances de deux, les dizaines et les fractions fondamentales telles que 2/3, 1/3, 1/10 etc.
Cette technique est notamment connue grâce au papyrus Rhind, papyrus hiératique écrit au XVIIe siècle av. J.-C. (env. -1650) où le sage Ahmès expose les connaissances mathématiques de son temps.

## La décomposition suivant les puissances de deux
La décomposition par somme de puissances de deux n'est en fait qu'un changement de base 10 en base 2, mais les Égyptiens de l'antiquité ignorant tout de ces concepts devaient recourir à des techniques plus simples.
Les puissances de deux sont la suite de nombres commençant par 1 et dont les nombres s'obtiennent en multipliant le précédent par deux (1, 2, 4, 8, 16, 32, 64, etc.). Les Égyptiens de l'Antiquité devaient disposer de tables contenant un grand nombre de puissances de 2 pour ne pas être obligés de les recalculer à chaque fois. La décomposition d'un nombre consiste donc à retrouver les puissances de deux qui le composent. Les Égyptiens savaient de façon empirique qu'une puissance de 2 donnée n'apparaît qu'une seule fois dans un nombre. Pour la décomposition, ils procédaient méthodiquement ; ils trouvaient d'abord la plus grande puissance de deux inférieure ou égale au nombre en question, la soustrayaient et recommençaient l'opération jusqu'à ce qu'il ne reste plus rien (les Égyptiens ne faisaient pas intervenir le zéro dans les mathématiques).
Exemple de la décomposition du nombre 25 :
- la plus grande puissance de deux inférieure ou égale à 25 est 16,
- 25 – 16 = 9,
- la plus grande puissance de deux inférieure ou égale à 9 est 8,
- 9 – 8 = 1,
- la plus grande puissance de deux inférieure ou égale à 1 est 1,
- 1 – 1 = rien,

25 est donc la somme des puissances de deux : 16, 8 et 1.

### La table
Ensuite, il suffisait de construire la table des puissances de deux du deuxième opérateur de la multiplication (généralement le plus petit) de 1 à la plus grande puissance de deux trouvée lors de la décomposition. Dans ce tableau, la ligne s'obtient en multipliant la précédente par 2.
Par exemple, si la plus grande puissance de deux trouvée lors de la décomposition est 16 et que le deuxième nombre de la multiplication est 7, il faut créer le tableau suivant :
- 1 : 7
- 2 : 14
- 4 : 28
- 8 : 56
- 16 : 112

### Le résultat
Le résultat s'obtient en additionnant tous les nombres de la deuxième colonne dont la puissance de deux correspondante fait partie de la décomposition du premier nombre.
Le gros avantage de cette technique est qu'elle ne fait intervenir que des additions, des soustractions et des multiplications par deux.

### Exemple
Voici, en chiffres actuels, comment ils multipliaient 238 par 13. Ils multipliaient par deux d'une ligne à l'autre et cochaient en regard.
| ✔ | 1  | 238  |
|   | 2  | 476  |
| ✔ | 4  | 952  |
| ✔ | 8  | 1904 |
|   |    |      |
|   | 13 | 3094 |

13 = 8 + 4 + 1 donc d'après la distributivité de la multiplication par rapport à l'addition, 13 × 238 = (8 + 4 + 1) × 238 = 8 × 238 + 4 × 238 + 1 × 238 = 3094.

## Méthode générale de décomposition
Des opérations plus complexes faisant intervenir par exemple des fractions, exigeaient une décomposition avec, outre les puissances de deux, les fractions fondamentales ainsi que les dizaines. La technique est d'ailleurs rigoureusement la même que celle décrite ci-dessus mais offre plus de liberté au scribe quant à la décomposition du petit nombre.
L'exemple déjà traité ci-dessus de la multiplication de 238 par 13 pouvait ainsi être traité de cette manière :
| ✔ | 1  | 238  |
| ✔ | 2  | 476  |
| ✔ | 10 | 2380 |
|   |    |      |
|   | 13 | 3094 |

L'exemple suivant est tiré du Papyrus Rhind: multiplication de 1/14 par 1 + 1/2 + 1/4 (figurant 7/4)
| ✔ | 1         | 1/14                               |
| ✔ | 1/2       | 1/28                               |
| ✔ | 1/4       | 1/56                               |
|   |           |                                    |
|   | 1 1/2 1/4 | 1/8 (car 1/8 = 1/14 + 1/28 + 1/56) |

Le résultat de 1/14 × (1 + 1/2 + 1/4) est donc 1/8